# 鄭興 (東漢)
郑兴（?—?），字少赣，陈留郡浚仪县（今河南开封市南）人，東漢初年古文經學家、训诂学家、反谶纬神学的思想家，更始初年郑兴为丞相长史，劝说更始帝西都长安。为谏议大夫，奉使安集关西及朔方、凉州、益州，归还后拜凉州刺史，因事免官。

## 生平
郑兴幼年攻读《春秋公羊传》，随博士金子严学习《左氏春秋》。王莽天凤年间，刘歆欣赏他的才能，“使撰条例章句训诂，及校三统历”。后随刘歆学习《左传》和《周官》，问《左传》大义。他的独到见解良多，认为“《春秋》以天反时为灾，地反物为妖，人反德为乱，乱则妖灾生。”同学皆以他为师。他推行“古学”，提倡传诂注释，反对“今学”的“凭谶为说”。更始初年郑兴爲丞相長史，劝说更始帝西都长安。为諫議大夫，奉使安集關西及朔方、涼州、益州，归還後拜涼州刺史，因事免官。後来避亂隴西，受到隗嚣礼遇，他勸阻隗囂越制稱王。建武六年（30年）歸降东汉，徵拜太中大夫。汉光武帝欲以谶断郊祀事，郑兴以“臣于（谶）书有所未学，而无所非也”为答。他“逊辞”作答，其态度虽然不如桓谭答光武帝那样坚定而明朗，但婉言之中也流露有反对谶纬神学的倾向。所以郑兴谈到政事虽依经守义，文章温雅，终不被重任。建武九年（33年），作为岑彭、傅俊的监軍。在岑彭被蜀人刺杀后，郑兴遂领其营，與大司馬吳漢一起征讨公孫述，平蜀後，光武帝下诏命郑兴留守成都。之后因为私买奴婢，降职为莲勺令。在莲勺筑城郭，敦教化，修明礼教，风化大行。因事免，客授经生，在家中去世。
郑兴晚年好古学，尤精《左传》、《周官》，杜林、桓谭、卫宏之作，都取其意指；研究《左传》者多祖郑兴。郑兴长于历数、世言，他的《左传》研究与贾逵齐名，时称“郑贾之学”。其子郑众，传其《左传》之学。郑兴主张有神论而不信谶纬说。世称郑眾为先郑，以别于郑玄。有《周礼解诂》，郑玄《周礼注》曾引述，著作已佚。清朝洪亮吉《春秋左传诂》亦广采其遗说，马国翰《玉函山房辑佚书》辑有《周礼郑大夫（兴）解诂》一卷。

## 延伸阅读
[在维基数据编辑]
 《後漢書·卷36》，出自范晔《後漢書》
 《東觀漢記》